# Matarife (serie web)
Matarifeː Un genocida innombrable, conocido simplemente como Matarife La Serie o Matarife, es una serie web del periodista, escritor y abogado colombiano Daniel Mendoza Leal. La serie de tipo corto documental narra los hallazgos periodísticos que, a juicio de Mendoza, relacionarían la vida del expresidente Álvaro Uribe Vélez con narcotraficantes, paramilitares y políticos corruptos en Colombia. Estrenada por redes sociales el viernes 22 de mayo de 2020 a las 7ː00 p. m. (19ː00), ha seguido siendo publicada por capítulo semanales. Fue financiada y producida en Australia, Estados Unidos y Colombia.
La serie fue anunciada por YouTube el 11 de mayo. En el tráiler se evidencia que el contenido de la serie va encaminado a mostrar el trabajo del periodista Mendoza Leal, quien por años ha investigado los procesos judiciales en los que se encuentra relacionado el nombre de Álvaro Uribe Vélez y su círculo político.
La información presentada en la serie no proviene de fuente primaria y acude a cortes periodísticos presentados con anterioridad, pues no sería la primera vez que se acusa a Uribe y su círculo cercano político de tener un historial delincuencial. La serie ha causado polémica, en especial en el uribismo que la consideran una difamación contra el político, mientras otros la ven como una oportunidad de conocimiento indispensable que se habría ocultado a la opinión pública. Sin embargo, desde cualquier punto de vista, la serie ha gozado de altas expectativas.
En julio de 2022, la Corte Constitucional ordenó a Daniel Mendoza Leal rectificar las acusaciones que hace en la serie contra Álvaro Uribe Vélez.

## Desarrollo
Es una serie web de 39 capítulos distribuidos en tres temporadas, con una duración promedio de seis minutos, que es distribuida por Telegram, WhatsApp y otras redes sociales importantes. El motivo de la elección de éstas redes fue el temor a que el contenido fuese dado de baja por censura. Los episodios han sido estrenados cada viernes desde ese día, siendo estrenados vía YouTube.
Su productora fue la compañía australiana Box JellyFish Films y es dirigida por Jack Nielsen. El abogado Abelardo de la Espriella, en representación de Álvaro Uribe, desconoció en la demanda que presentó contra Daniel Mendoza la existencia de Box JellyFish Films y de Latin Australian Alliance for Peace and Human Rights.
En el tráiler se muestran los presuntos vínculos de Uribe con narcotraficantes como Pablo Escobar y el Mexicano, paramilitares y escándalos de corrupción como Odebrecht. La realización deja entender que el punto común de todos los mencionados es el senador Uribe.
A lo largo de la semana de estreno, el periodista Daniel Mendoza ha dado múltiples entrevistas sobre la serie, afirmando que ha sido presuntamente amenazado por personas afines al senador.

## Emisión
El primer capítulo se estrenó vía YouTube el 22 de mayo de 2020 a las 7ː00 p. m. (19ː00) hora colombiana. Los enlaces de acceso estuvieron disponibles vía Telegram y WhatsApp, donde finalmente fue colgado el capítulo completo, el cual también fue publicado en el canal oficial de la serie en la plataforma de videos. Fue un éxito masivo y tendencia en redes sociales, llegando a tener en su canal de YouTube 2.5 millones de vistas en solo 6 horas del estreno de su primer capítulo.
El día de su estreno, la página de Twitter de la serie fue restringida temporalmente.
A partir de entonces, cada viernes se publica un nuevo episodio en el canal de YouTube de la serie, siendo previamente anunciado en Telegram.

## Sinopsis
La historia inicia con la bomba al Club el Nogal, hecho ocurrido en el 2003 y atribuido a las FARC. Desde este club, fundado por el político Fernando Londoño, supuestamente con ayuda de los fondos del narcotráfico, los paramilitares y ganaderos importantes planeaban sus incursiones armadas y sus crímenes. El autor afirma que los socios del club pertenecían a grupos de extrema derecha (paramilitares), neonazis y defensores de la religión y las fuerzas armadas.
El autor retrocede a los años 80´s, explicando que gracias a la demanda de cocaína de los ricos y famosos de Estados Unidos, Colombia se convirtió en un país con personas de innegable riqueza pero con reconocida trayectoria criminal, entre los que presuntamente figura Álvaro Uribe Vélez.

### Nexos con los narcotraficantes
En 1980, Fernando Uribe Senior el director de la Aeronáutica Civil, empresa estatal que otorga licencias de vuelo en Colombia, fue asesinado por el Cartel de Medellín. En su reemplazo fue elegido el joven Álvaro Uribe Vélez. El autor afirma que Uribe fue puesto en ese cargo para beneficiar a los narcos, ya que Uribe Senior se había opuesto a sus pretensiones. Por sus presuntos nexos con los narcos, el gobernador de Antioquia de la época, Iván Duque Escobar (padre del futuro presidente de Colombia Iván Duque Márquez) denunció a Uribe Vélez en una visita diplomática con el presidente Turbay Ayala.
En 1984 la Policía de Colombia destruyó el complejo cocalero más grande de la historia, conocido como Tranquilandia. En la incautación se encontró un helicóptero que se supo después pertenecía al padre de Uribe, el ganadero Alberto Uribe Sierra, quien para la fecha de los hechos estaba ya muerto. El vehículo pertenecía a una empresa del ganadero en donde el Clan Ochoa tenía intereses. Así mismo el autor hace hincapié en que Uribe era amigo de los Ochoa y estaba emparentado con ellos, siendo también supuestamente financiado políticamente por ellos.
Días después del decomiso, fue asesinado el ministro de justicia de la época Rodrigo Lara Bonilla, y dos años después, el director del periódico que sacó a la luz el pasado de Escobar cuando fue congresista de Colombia, Guillermo Cano Isaza. El autor manifiesta que Uribe Vélez encomendó los homicidios puesto que ambas personas afectaron sus presuntos negocios con el Cartel, el primero por descubrir sus vínculos mafiosos y el segundo por hacer públicos esos vínculos.

### Teorías criminológicas
Usando su experiencia en el campo criminológico, el autor involucra varias teorías en su relato. Con la teoría del dominio de la voluntad en aparatos organizados de poder, responsabiliza a Uribe por los crímenes cometidos por otras personas de forma directa, por presuntamente ser el determinador de todos esos crímenes, y como tal, responsable también por los crímenes cometidos por sus allegados ideológicos, así nunca se hubiese dado por enterado.
Luego menciona la sociopatía como una patología criminal causada por el exceso de poder, y compara a la sociedad colombiana con una persona con patología criminal. También se afirma que la sociopatía genera en el criminal una insensibildad ante los demás, creando una personalidad destructiva que busca eliminar a todos quienes no le sean afines.

## Episodios
| Fecha de emisión    | Nombre episodio                                                    | Capítulo | Episodio | URL    |
| ------------------- | ------------------------------------------------------------------ | -------- | -------- | ------ |
| 22 de mayo de 2020  | "La Granada que activó la élite"                                   | 01       | 01       | [ 43 ] |
| 29 de mayo de 2020  | "Corporación Muerte"                                               | 02       | 02       | [ 44 ] |
| 5 de junio de 2020  | "Esquirlas Sociopáticas" (primera parte)                           | 03       | 03       | [ 45 ] |
| 12 de junio de 2020 | "Esquirlas Sociopáticas" (segunda parte)                           | 03       | 04       | [ 46 ] |
| 19 de junio de 2020 | "Poniendo a volar a la Mafia" (primera parte)                      | 04       | 05       | [ 47 ] |
| 26 de junio de 2020 | "Poniendo a volar a la Mafia" (segunda parte)                      | 04       | 06       | [ 48 ] |
| 3 de julio de 2020  | "Poniendo a volar a la Mafia" (parte final)                        | 04       | 07       | [ 49 ] |
| 10 de julio de 2020 | "Uribe y el Club el Nogalː Pistas de entrada de la mafia mexicana" | 05       | 08       | [ 50 ] |
| 17 de julio de 2020 | "La sombra en el palacio"                                          | 06       | 09       | [ 51 ] |
| 25 de julio de 2020 | "De donde viene el Engendro"                                       | 07       | 10       | [ 52 ] |
| 31 de julio de 2020 | "Lavando y Facturando"                                             | 08       | 11       | [ 53 ] |
| 7 de agosto de 2020 | "El patrón...del patrón"                                           | 09       | 12       | [ 54 ] |
| 7 de agosto de 2020 | "El Odio Hace al Monstruo"                                         | 10       | 13       | [ 55 ] |

La segunda temporada tuvo inconvenientes debido a que según versiones de su creador, el gobierno colombiano de derecha encabezado por Iván Duque buscaba censurar la serie en Colombia a través de demandas judiciales; sin embargo, Daniel Mendoza anunció que la segunda temporada será transmitida desde un servidor en Francia para evadir cualquier tipo de censura que, a su juicio, pudiera existir en Colombia. Transmisión que será apoyada por tres ONG de dicho país, sin dar a conocer una fecha de lanzamiento. Inició su segunda temporada el 20 de julio de 2021 en Colombia.
| Fecha de emisión         | Nombre episodio           | Capítulo | Episodio | URL |
| ------------------------ | ------------------------- | -------- | -------- | --- |
| 20 de julio de 2021      | El Inicio                 | 01       | 01       |     |
| 6 de agosto de 2021      | La verdad de las mentiras | 02       | 02       |     |
| 6 de agosto de 2021      | Un sicario distraído      | 03       | 03       |     |
| 13 de agosto de 2021     | Alma de Big Mac           | 04       | 04       |     |
| 20 de agosto de 2021     | Buenos Muertos            | 05       | 05       |     |
| 27 de agosto de 2021     | Sociópata                 | 06       | 06       |     |
| 3 de septiembre de 2021  | La Empresa                | 07       | 07       |     |
| 10 de septiembre de 2021 | Los Abogánsters           | 08       | 08       |     |
| 1 de octubre de 2021     | Doble Cero                | 09       | 09       |     |

| Fecha de emisión    | Nombre episodio             | Capítulo | Episodio | URL |
| ------------------- | --------------------------- | -------- | -------- | --- |
| 19 de abril de 2022 | El Origen (Capítulo 1)      | 01       | 01       |     |
| 19 de abril de 2022 | El Origen (Capítulo 2)      | 02       | 02       |     |
| 28 de abril de 2022 | El Origen (Capítulo 3)      | 03       | 03       |     |
| 5 de mayo de 2022   | El Origen (Capítulo 4)      | 04       | 04       |     |
| 12 de mayo de 2022  | Los Otros Yodas             | 04       | 05       |     |
| 23 de mayo de 2022  | Alias FICO (Parte 1)        | 05       | 06       |     |
| 28 de mayo de 2022  | Alias FICO (Parte 2)        | 05       | 07       |     |
| 5 de junio de 2022  | #AliasElIngeniero (Parte 1) | 06       | 08       |     |
| Pendiente           | #AliasElIngeniero (Parte 2) | 06       | 09       |     |

## Controversia

### Acusaciones de calumnia y desinformación
Los partidarios de Uribe afirmaron que el calificativo de genocida y matarife (persona que trabaja en un matadero, y que realiza la labor de sacrificar a los animales) son de grueso calibre y genera en la población confusiones, además de considerarlo como una calumnia. El fiscal general de la Nación calificó la serie de irrespetuosa, a pesar de haber abogado por el derecho de Mendoza a la libre expresión.
Mario Jursich Durán, uno de los intelectuales más respetados de Colombia, causó revuelo con su escepticismo ante la calidad de la serie, días antes de su estreno.

A lo mejor me equivoco de manera grave, pero yo en principio manifiesto mi escepticismo no solo respecto al documental "Matarife", sino a cualquier cosa que diga o ponga por escrito Daniel Mendoza Leal. En el pasado leí algunas entradas de su blog en El Tiempo y, basándome en ellos, puedo decir que es, además de un muy mal investigador, un pésimo escritor. No se trata de que sus denuncias sean inverosímiles o difíciles de creer: en un país como el nuestro incluso lo más descabellado podría ser cierto. Sin embargo, investigar es algo muy distinto a opinar, de la misma forma que presentar pruebas no se parece a especular a partir de indicios débiles. Sin haberlo visto, estoy seguro de que "Matarife" será una sopa de lo ya conocido sobre el señor Uribe adobada con la pimienta de los muchos adjetivos y la sal generosa de las teorías de la conspiración. En resumen, un guiso incomible.

Después de recibir una lluvia de críticas por sus comentarios, Jursich ahondó un poco más en sus prevenciones.

Varias personas me acusan de prejuzgar a "Matarife" antes de que se haya emitido incluso el primer capítulo. Sí, es cierto: escribí un post planteando muchas reservas frente a un documental del cual no he visto más que el teaser difundido en YouTube, pero mis reparos están lejos de ser especulaciones en el vacío. De hecho, son el fruto de haber leído muchas de sus piezas periodísticas, varias de las cuales son la base para "Matarife".
En el 2018 Mendoza publicó en La Nueva Prensa un artículo cuyo título es toda una declaración de intenciones: "Uribe: el asesino que nos puso la mafia". No me detendré en sus incontables falsedades o en su enfermiza tendencia a sacar conclusiones estrafalarias a partir de un dato minúsculo --por ejemplo, que "la mitad de las tierras del país son de él y la otra mitad de sus amigos"; por ejemplo, que Belisario Betancur dizque lo nombró alcalde de Medellín porque el papá de Uribe le compró un cuadro en una subasta--. Y no lo haré porque en ese artículo hay un párrafo que sintetiza a la perfección el tipo de investigador que es Mendoza y nos da razones más que suficientes para suponer que "Matarife" solo será un refrito de libros como "El señor de las sombras" de Joseph Contreras y Fernando Garavito.
Según Mendoza, el libro "Mi vida en el mundo de los caballos" de Fabio Ochoa Restrepo no solo es prácticamente imposible de conseguir, sino que lo "mandaron a desaparecer de bibliotecas y librerías como si fuera un sindicalista de bananera".
Pues bien: ese libro que en apariencia "no se consigue", "que proveniente de algunas manos llegó a las mías", está en el catálogo en línea de la Luis Ángel Arango. Si usted tiene carnet de la biblioteca, se lo mandan en préstamo a la puerta de la casa.
Así que calculen el pedazo de sabueso que tenemos ante nosotros.

A nivel internacional, la versión local de la revista Rolling Stone informó sobre la serie, lo que le generó problemas con partidarios del senador, quienes enviaron una misiva desaprobando el artículo relacionado.
En el capítulo tercero, se menciona que Marta Lucía Ramírez, vicepresidenta de Colombia entre 2018 y 2022, sostenía reuniones con comandantes paramilitares en el club El Nogal de Bogotá cuando era Ministra de Defensa del gobierno Uribe. Seguido de la emisión del capítulo, Marta Lucía Ramírez anunció medidas legales por supuesta difamación.
El jueves 28 de mayo, el senador Uribe publicó en su cuenta de Twitter que había denunciado ante las autoridades competentes a la serie, sus distribuidores y su creador, por empañar su imagen, según lo afirmó por esta red social. El 1 de junio, solicitó rectificación al autor de la serie a través de sus abogados. A través de su abogado, Uribe Vélez presentó una acción de tutela por difamación contra Daniel Mendoza, al no haberse rectificado cuando se lo solicitó. La tutela fue fallada a favor de Mendoza por la Corte Constitucional, por lo que la serie podrá seguirse emitiendo.
No obstante en julio de 2022, el expresidente ganó una tutela contra el periodista, por la cual la Corte Constitucional ordenó a Daniel Mendoza Leal retractarse por las acusaciones que hace en la serie contra Uribe Vélez (acusaciones como "genocida", "paramilitar", ser determinador de asesinatos de figuras importantes como Jaime Garzón, entre otras), al no haber presentado evidencias que las sustentaran.  Según el fallo de la alta corte, "El señor Mendoza Leal vulneró los derechos fundamentales a la honra, buen nombre y presunción de inocencia del señor Uribe Vélez":
"La Sala advierte, además, que el ejercicio periodístico irresponsable llevado a cabo por el señor Mendoza Leal afectó el derecho de la sociedad a estar informada. En criterio de la Sala, la desinformación sobre asuntos de interés y relevancia pública relacionados con el funcionamiento del Estado y el conflicto armado es profundamente nociva, dado que le quita poder al individuo robándole su autonomía para buscar información y formarse opiniones, destruye injustificadamente la confianza de los ciudadanos en las instituciones y  crea escenarios infundados de zozobra, terror y miedo que obstaculizan la consolidación de proyectos de reconciliación en la sociedad. El ejercicio de la libertad de información y de prensa llevado por el señor Mendoza Leal en este caso fue incompatible con la función social que los periodistas tienen en las sociedades democráticas, por lo que la intervención del juez constitucional se torna imperiosa para reestablecer los derechos del señor Uribe Vélez que fueron violados y proteger el derecho de la ciudadanía a recibir información veraz e imparcial." se lee en el fallo de la Corte Constitucional.

### Sobre el autor
Posterior al día de estreno, se reportaron insultos en redes sociales por parte de quienes se quejaron de la falta de rigurosidad, la abundancia de adjetivos, y la ausencia de datos sobre las temerarias acusaciones que se plantean en la serie. Su autor también ha informado estar recibiendo amenazas y seguimiento de personas extrañas desde el estreno de la serie. Incluso se ha llegado a acusar a Mendoza de misógino y machista a raíz de la publicación de mensajes suyos antiguos.
Daniel Mendoza Leal demandó a Jaime Arturo Restrepo, un twitero desconocido bajo el usuario El Patriota que llegó a la opinión pública en 2014 por cruzar insultos con el senador Iván Cepeda en afinidad al Centro Democrático, y que sería bloqueado de esa red social por el mismo Uribe. Mendoza demandó a Restrepo por un montaje fotográfico. La foto es obtenida de screenshot de video subido a XVideos, agregando los diseños del portal de noticias RCN con el titular: Joven promesa del atletismo denuncia al creador de Matarife por violación. La periodista Salud Hernández, en un columna de la revista Semana reprochó a Daniel Mendoza por supuestos gusto a menores, lo cual Mendoza calificó de calumnia.

## Parodia
La serie generó una parodia hecha por el comediante colombiano Alejandro Riaño, por medio de su personaje Juanpis González llamada Matachín, un comediante deplorable, en la que el protagonista, el Matachín, es su alter ego, es decir, Riaño. El primer capítulo mostró un calco en el guion original, pero modificado para satirizar a Riaño a través de su popular personaje. La parodia demostró ser un éxito.
Mendoza le hizo saber a Riaño que debía tener cuidado con dicha parodia para no caer en el error de "banalizar el dolor de las víctimas", aunque indicaba que según lo que había visto, Riaño había tenido tacto. Un partidario de Uribe también anunció acciones legales contra Riaño por mostrarlo en una foto suya con Uribe sin darle los créditos pertinentes.

## Premios
| Premio         | Año  | Categoría                            | Resultado |
| -------------- | ---- | ------------------------------------ | --------- |
| India Catalina | 2021 | Mejor producción online              | Ganador   |
| India Catalina | 2021 | Mejor producción de serie documental | Ganador   |

### Reacción a premios
Al recibir el segundo premio India Catalina en la noche Mendoza Leal pronuncio las siguientes palabras:
"Le dedico este triunfo a las víctimas que dejaron las masacres y a esos falsos positivos ejecutados por la corporación criminal del genocida Álvaro Uribe Vélez. Agradezco a César Andrade, el director, por su genialidad y profesionalismo. A Gónzalo, A Diana, a Marisol de La Nueva Prensa. A Juanca, mi socio, que lideró la defensa jurídica de la serie, junto con Miguel Ángel Agusto y las personas”.                                                                                                                                                         Daniel Mendoza.

La para ese entonces senadora por el centro democrático, María Fernanda Cabal comentó.
Los "premios" terminan, en éste universo material, degradados por todos los vicios y defectos humanos hasta el punto de galardonar una porquería como Matarife; y, de paso, a un acosador sexual expulsado de un Club. El premio india Catalina es hoy para degenerados y resentidos.
La periodista Salud Hernández realizó una columna en la revista Semana en el cual dice que "el jurado debió haber servido de filtro para que no ganara, pues como van las cosas, “deberán entregar una distinción a un movimiento nazi, a uno xenófobo o uno misógino” y remata su columna con esta frase: “El India Catalina santificó el método y comunicó al país que es tan legítimo ese pseudodocumental supuestamente periodístico como uno riguroso y serio. Abrieron la veda del todo vale con tal de tener éxito”.

Varios políticos, acérrimos contradictores del exmandatario y protagonista de la serie, expresaron su alegría con los reconocimientos que la producción colombiana recibió, en la noche de ese viernes.
Qué alegría tan HP #Matarife Ganó la estatuilla dorada a "Mejor Producción Serie Documental" Felicitaciones a @elquelosdelata Muy merecido. Disfrútalo desde el exilio. En 2022 te regresas y te cuidamos hermano #PremiosIndia2021

Gustavo Bolívar